# Ardisia denticulata
Ardisia denticulata är en viveväxtart som beskrevs av Carl Ludwig von Blume. Ardisia denticulata ingår i släktet Ardisia och familjen viveväxter. Inga underarter finns listade i Catalogue of Life.